# Смъртта може да почака (филм, 1985)
„Смъртта може да почака“ е български игрален филм (драма) от 1985 година на режисьора Евгений Михайлов, по сценарий на Александър Томов. Оператор е Ели Михайлова. Част от епизодите са заснети от оператора Пламен Сомов. Създаден е по разказа „Хипотеза“ на Александър Томов. Музиката във филма е композирана от Божидар Петков.

## Сюжет
Началото на 30-те години. 18-годишната Мария е сираче и за да преживее, става проститутка. Тя има брат, Стефо. След много опити да го открие, тя го намира в сиропиталище. Заедно с него заминава за столицата и решава да започне нов живот. Тук попадат в ръцете на инспектора от Нравствената полиция Меранзов – циник, познаващ цялата низост на човешката природа.

## Актьорски състав
Роли във филма изпълняват актьорите:
- Момчил Карамитев – „Стефо“ Стефан
- Тодор Колев – Петър Маранзов
- Деляна Хаджиянкова – Мария Ликина – Марго
- Илия Караиванов – кинооператора Жорж
- Гинка Станчева – Госпожица Михова
- Пламена Гетова – Вивиана
- Огнян Купенов – Огнян
- Светлана Янчева (като Светла Янчева) – Лили
- Стилиян Иванов (като Стилиан Иванов) – Звяра
- Гаврил Цонков – Лука
- Бончо Урумов
- Николай Вълчинов
- Валентин Ганев – прислужникът на Маранзов
- Цветана Дянкова
- Рали Ралчев
- Емил Христов
- Николай Начков
- Емил Михов
- Иван Самоковлиев
- Кирил Симов
- Кирил Варийски – сводникът
- Пейчо Пейчев
- Илия Сотиров
- Росица Русева
- Алеко Минчев
- Душко Пеев
- Нешо Караджийски
- Дора Маркова
- Андрей Андреев
- Станка Цонкова
- Марин Младенов
- Александър Александров – кинооператор
- Цветана Денкова
- Владимир Ястреба
- Елиана Стоянова
- Таня Стоева
- Стефан Бобадов
- Александър Колев